# Karin Kuipers

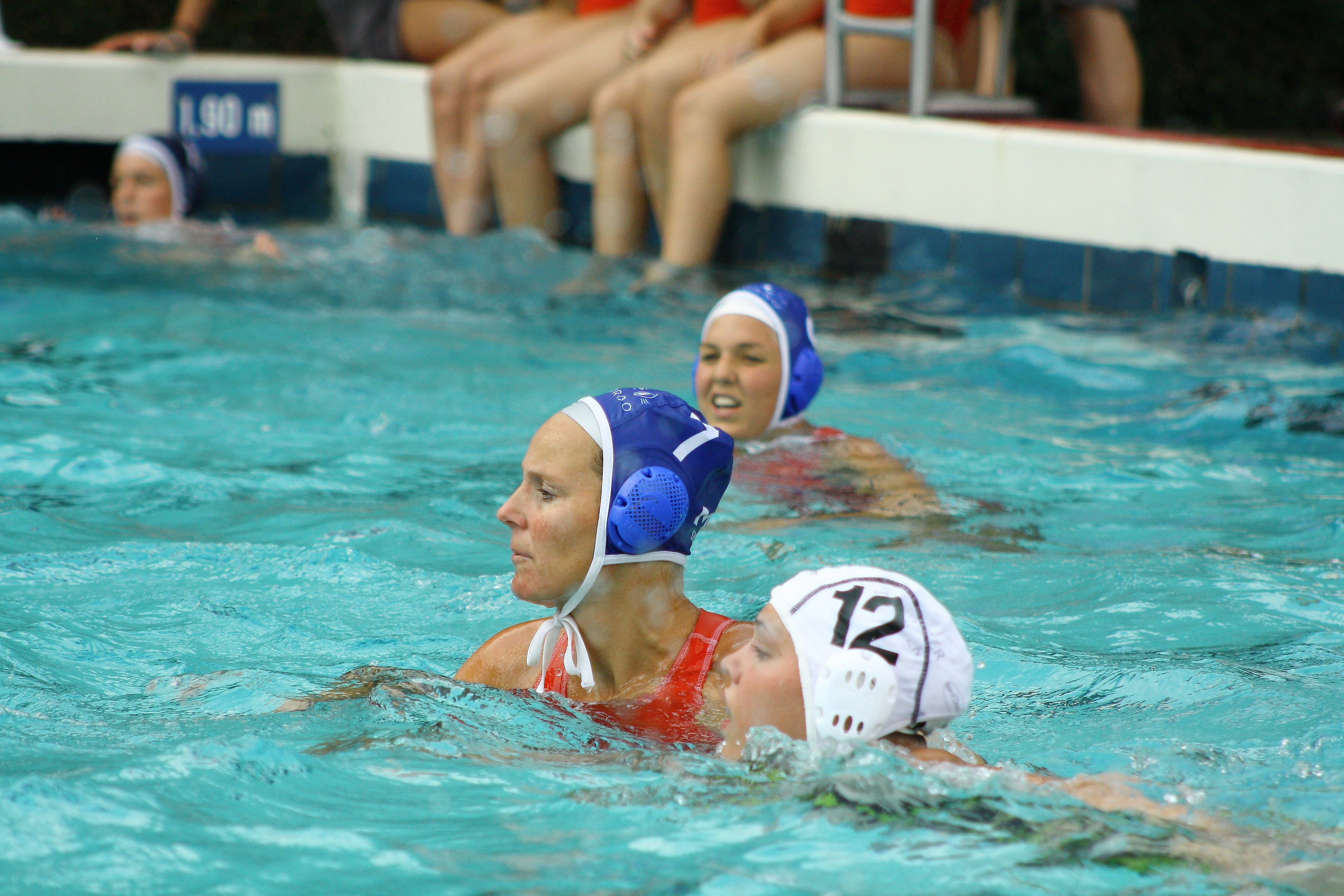
Karin Kuipers mit der Nummer 7 (2010)

Karin Hendrika Maria Kuipers (* 18. Juli 1972 in Zwolle) ist eine ehemalige niederländische Wasserballspielerin. Sie war Weltmeisterin 1991 und 1994 sowie 1998 Weltmeisterschaftszweite. Außerdem war sie Europameisterin 1993, Europameisterschaftszweite 1991 und 1999 sowie Europameisterschaftsdritte 1995 und 1997.

## Sportliche Karriere
Die 1,76 m große Karin Kuipers spielte beim Zwem- en Poloclub Het Ravijn, mit dem sie mehrfach niederländischer Meister wurde. Ihr Debüt in der ersten Mannschaft gab sie im Alter von 14 Jahren.
Ihren internationalen Durchbruch hatte Kuipers 1991. Bei der Weltmeisterschaft in Perth gewannen die Niederländerinnen den Titel vor den Mannschaften aus Kanada und aus den Vereinigten Staaten. Im August 1991 unterlag die Mannschaft im Endspiel der Europameisterschaft in Athen den Ungarinnen. Es war bei der vierten Europameisterschaft für Frauen das erste Mal, dass die Niederländerinnen nicht den Titel gewannen.
Zwei Jahre später gewann die niederländische Mannschaft bei der fünften Europameisterschaft für Frauen mit einem Finalsieg gegen die Russinnen den vierten Titel für die Niederlande. Im Jahr darauf gewannen die Niederländerinnen bei der Weltmeisterschaft 1994 in Rom ihre Vorrundengruppe vor den Ungarinnen, wobei die Niederländerinnen den direkten Vergleich gewannen. Nach einem Halbfinalsieg über die Mannschaft aus den Vereinigten Staaten trafen die Niederländerinnen im Finale wieder auf die Ungarinnen und unterlagen mit 5:7.
1995 und 1997 belegten die Niederländerinnen jeweils den dritten Platz bei den Europameisterschaften. 1998 bei der Weltmeisterschaft in Perth gewannen die Niederländerinnen ihre Vorrundengruppe, in dieser Gruppe wurden die Italienerinnen nur Vierte. Die Niederländerinnen erreichten das Finale durch Siege über die Mannschaften aus den Vereinigten Staaten und aus Russland. Im Finale trafen sie auf die Italienerinnen und unterlagen 6:7. Auch bei der Europameisterschaft 1999 gewannen die Niederländerinnen ihre Vorrundengruppe vor den Italienerinnen. Im Finale trafen die beiden Teams wieder aufeinander und die Italienerinnen gewannen nach Verlängerung.
Bei der olympischen Premiere des Frauen-Wasserballs 2000 in Sydney spielten die sechs teilnehmenden Mannschaften in der Vorrunde alle gegeneinander. Nach dieser Vorrunde lagen die Niederländerinnen auf dem dritten Platz. Nach einer 5:6-Halbfinalniederlage gegen das US-Team verloren sie auch das Spiel um die Bronzemedaille mit 3:4 gegen die Russinnen. Karin Kuipers war in allen Spielen dabei und erzielte insgesamt zehn Treffer. Danach endete ihre große Karriere im internationalen Wasserball, während sie noch ein Jahrzehnt in der niederländischen Liga aktiv war. Insgesamt absolvierte sie in ihrer Laufbahn über 1000 Spiele, davon über 200 Länderspiele, und warf über 3000 Tore.
Karin Kuipers war Weltwasserballerin der Jahre 1993, 1998 und 1999. 2011 wurde sie als Ritter in den Orden von Oranien-Nassau aufgenommen. Seit 2014 ist die Pionierin des Frauen-Wasserballs Mitglied der International Swimming Hall of Fame (ISHOF). Zur Zeit ihrer Aufnahme war die Mutter von zwei Kindern noch im Altersklassen-Wasserball aktiv.